# Cotylemyzon
Cotylemyzon is een geslacht van eenoogkreeftjes uit de familie van de Catiniidae. De wetenschappelijke naam van het geslacht is voor het eerst geldig gepubliceerd in 1982 door Stock.

## Soorten
- Cotylemyzon vervoorti Stock, 1982